# João de Lemos
João de Lemos Seixas Castelo Branco (Peso da Régua, 6 de maio de 1819 – Maiorca, Figueira da Foz, 16 de janeiro de 1890) foi um jornalista, poeta e dramaturgo português.
O «trovador» João de Lemos, como era conhecido desde o tempo de Coimbra, onde se formou em direito, pela publicação do jornal poético O Trovador, interessantíssimo repositório das produções poéticas dum grupo de moços estudantes. Além dele, alma e director dessa publicação, faziam parte do Trovador Luís da Costa Pereira, António Xavier Rodrigues Cordeiro, Luís Augusto Palmeirim, José Freire de Serpa, Augusto Lima e Couto Monteiro.

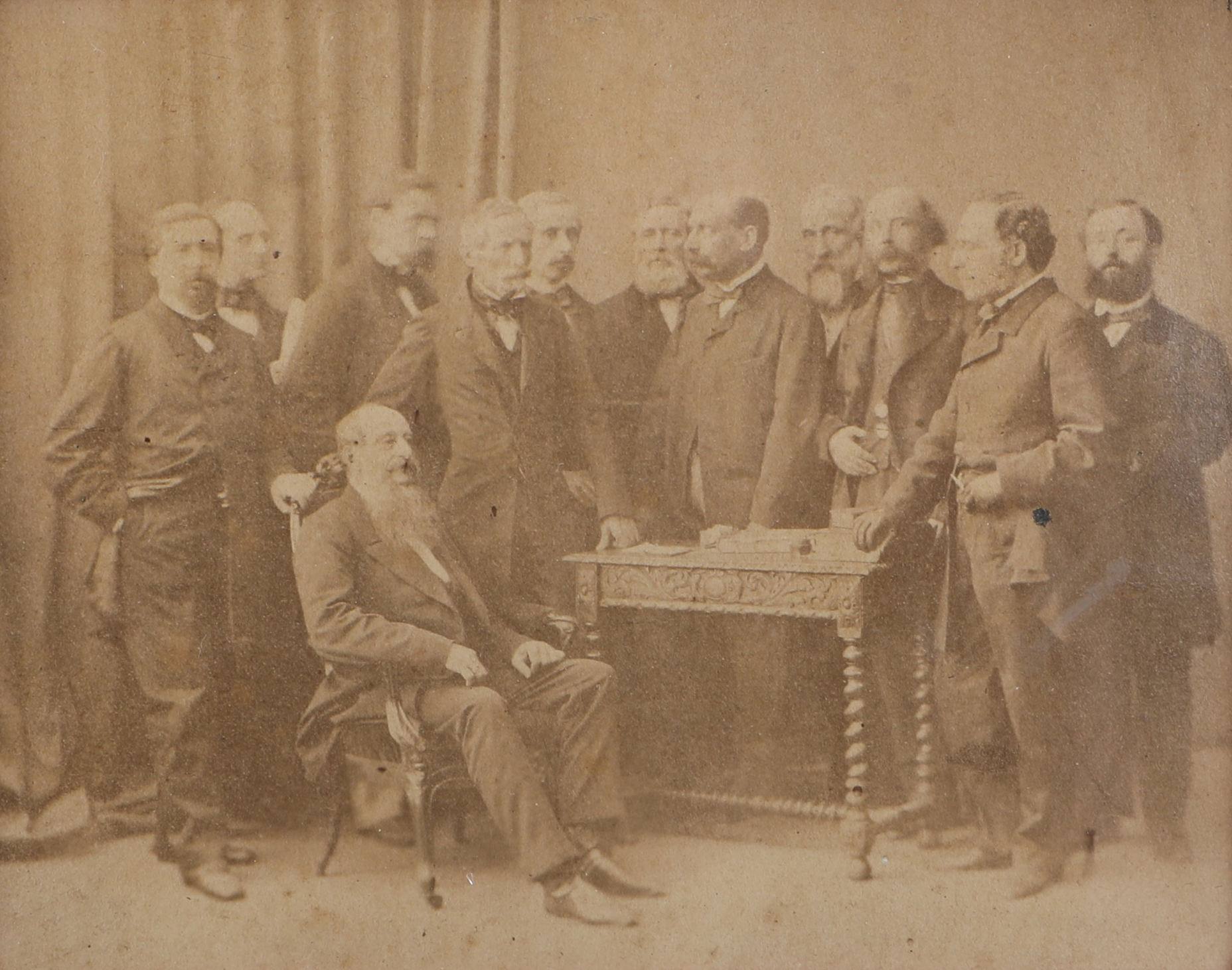
D. Miguel I de Portugal, no exílio, tendo à volta um grupo de legitimistas mostrando o seu apoio. Vêem-se as seguintes individualidades, da esquerda para a direita: João de Lemos Seixas Castelo Branco; Dr. Carlos Zeferino Pinto Coelho; Conde de Avintes (Marquês de Lavradio); Conde de Bobadela; Marquês de Abrantes; José Izidoro Mouzinho; Francisco de Lemos; António Joaquim Ribeiro Gomes de Abreu; António Pereira da Cunha; Conde de São Martinho e António Pinto Saraiva. Londres, c. 1862.

Ultrarromântico e estrénuo miguelista, adepto furibundo do Antigo Regime e da Monarquia absoluta que sempre ansiou, com todo o ardor que ressuscitasse, nasceu muito prosaicamente no Peso da Régua, em 1819, às vésperas, portanto, da Revolução de 1820. Mas toda a sua vida dedicou-a ele ao seu ideal político, tendo usufruído de grande prestígio dentro da corte dos talassas da época.
Colaborou em diversas outras publicações periódicas, de que são exemplo o jornal humorístico A Comédia Portuguesa começado a publicar em 1888, a Revista Universal Lisbonense (1841-1859) e a Revista Contemporânea de Portugal e Brasil  (1859-1865).

## Obras poéticas
- O funeral e a pomba: poema em 5 cantos
- Cancioneiro (1858- 1859- 1866)
  - I - Flores e Amores
  - II - Religião e Pátria
  - III - Impressões e Recordações
- O livro de Elisa: fragmentos (1869) (eBook)
- Canções da tarde (1875)
- Serões de Aldeia (1876)
- O tio Damião: poema lírico (1886)
- O Monge Pintor (1889)

## Teatro
- Maria Pais Ribeira: drama em 4 actos
- Um susto feliz: comédia

## Compilação de artigos jornalísticos
- Os Frades
- Ele e Ela
- A Inquisição de 1850